# آیچی استیل
آیچی استیل (انگلیسی: Aichi Steel) شرکت فولاد ژاپنی است، که در سال ۱۹۴۰ تأسیس شد.